# Colgate

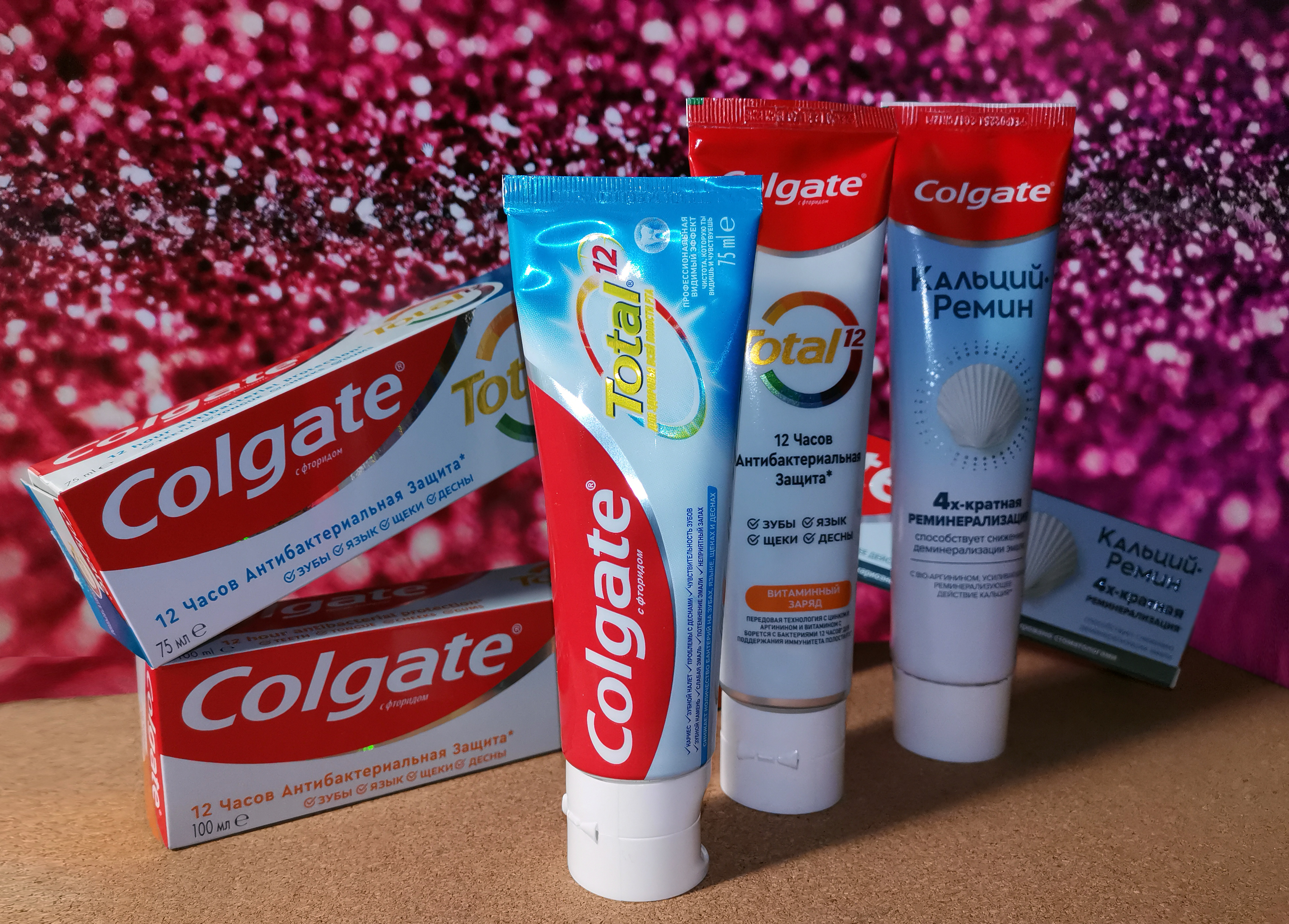
Colgate

Colgate es una marca registrada por la empresa estadounidense
Colgate-Palmolive de productos de cuidado oral tales como pasta dental, cepillos dentales, enjuague bucal e hilo dental. La empresa originalmente se dedicaba a la venta de jabones, velas y almidón. Desde el año 1873 incursionó en el mercado del cuidado oral, 16 años después de la muerte de su fundador, el empresario británico William Colgate.

## Historia
En 1873, 16 años después del fallecimiento de su fundador Colgate-Palmolive incursionó en la venta de pastas dentales, vendiéndose éstas en frascos de vidrio y en 1896 comenzó a venderse en tubos plegables, en la ciudad de Nueva York.
La marca ha estado presente en el mercado asiático, europeo, africano y latinoamericano desde la década de 1920. En 1992, Colgate estableció su primera fábrica en India para producir pasta dental para el mercado nacional. Los productos Colgate se comercializan en China utilizando la transliteración aproximada 高露洁 (Pinyin: Gāolùjié). A partir de 2002, Colgate ocupó el 20% de la cuota de mercado de las pastas dentales en China. A partir de 2015, también lideraba, aproximadamente el 70% del mercado de cuidado bucal en Brasil.
En 2007, la organización del Reino Unido Advertising Standards Authority (Autoridad de Normas de Publicidad en el Reino Unido) dijo que Colgate-Palmolive ya no podía hacer la afirmación de que 4 de cada 5 dentistas recomendaban sus productos dentales. La investigación mostró que el estudio incluyó a dentistas encuestados telefónicamente para que enumeraran las pastas dentales que recomendaron, y sus competidores fueron recomendados a tasas similares. El reclamo fue considerado engañoso.
A partir de 2015, los productos de cuidado oral (principalmente producidos bajo la marca Colgate) fueron la mayor fuente de ingresos de la compañía Colgate-Palmolive, que representan alrededor de US $ 7500 millones, o el 47% de las ventas netas a nivel mundial, con productos de cuidado personal como champús que componen el 20% de las ventas, productos para el cuidado en el hogar como detergentes de lavandería (19%) y productos de nutrición para mascotas que componen el 14% restante.
Según un informe de 2015 de la empresa de estudios de mercado Kantar Worldpanel, Colgate era la única marca del mundo comprada por más de la mitad de los hogares. Colgate tenía una penetración en el mercado mundial del 67,7% y una cuota de mercado mundial del 45%.

## Líneas de productos Colgate
| Línea                     | Descripción | Variantes                      |
| ------------------------- | --- | ------------------------------ |
| Colgate Regular           | Pasta de dientes para la prevención de caries y limpieza bucal. | Máxima                         |
| Colgate Regular           | Pasta de dientes para la prevención de caries y limpieza bucal. | Triple acción                  |
| Colgate Regular           | Pasta de dientes para la prevención de caries y limpieza bucal. | Doble frescura                 |
| Colgate Regular           | Pasta de dientes para la prevención de caries y limpieza bucal. | Freska-ra                      |
| Colgate Regular           | Pasta de dientes para la prevención de caries y limpieza bucal. | Herbal                         |
| Colgate Total 12          | Pasta de dientes con protección bucal avanzada hasta por 12 horas contra la gingivitis, manchas, placa, caries, sarro, encías sensibles, esmalte débil y mal aliento. | Clean Mint                     |
| Colgate Total 12          | Pasta de dientes con protección bucal avanzada hasta por 12 horas contra la gingivitis, manchas, placa, caries, sarro, encías sensibles, esmalte débil y mal aliento. | Advanced Fresh                 |
| Colgate Total 12          | Pasta de dientes con protección bucal avanzada hasta por 12 horas contra la gingivitis, manchas, placa, caries, sarro, encías sensibles, esmalte débil y mal aliento. | Salud Visible                  |
| Colgate Total 12          | Pasta de dientes con protección bucal avanzada hasta por 12 horas contra la gingivitis, manchas, placa, caries, sarro, encías sensibles, esmalte débil y mal aliento. | Anti Sarro (Tartar Control)    |
| Colgate Total 12          | Pasta de dientes con protección bucal avanzada hasta por 12 horas contra la gingivitis, manchas, placa, caries, sarro, encías sensibles, esmalte débil y mal aliento. | Professional Sensitive         |
| Colgate Total 12          | Pasta de dientes con protección bucal avanzada hasta por 12 horas contra la gingivitis, manchas, placa, caries, sarro, encías sensibles, esmalte débil y mal aliento. | Professional Clean             |
| Colgate Total 12          | Pasta de dientes con protección bucal avanzada hasta por 12 horas contra la gingivitis, manchas, placa, caries, sarro, encías sensibles, esmalte débil y mal aliento. | Professional Whitening         |
| Colgate Total 12          | Pasta de dientes con protección bucal avanzada hasta por 12 horas contra la gingivitis, manchas, placa, caries, sarro, encías sensibles, esmalte débil y mal aliento. | Professional Reparación diaria |
| Charcoal Deep Clean       | Con carbón activado. | No existe variante             |
| Colgate Max Fresh         | Pasta de dientes con cristales de mentol. | Noche                          |
| Colgate Max Fresh         | Pasta de dientes con cristales de mentol. | Cool Mint                      |
| Colgate Max Fresh         | Pasta de dientes con cristales de mentol. | Clean Mint                     |
| Colgate Max Fresh         | Pasta de dientes con cristales de mentol. | Citrus Mint                    |
| Colgate Max Fresh         | Pasta de dientes con cristales de mentol. | Cinnamint                      |
| Colgate Max Fresh Líquida | Pasta de dientes líquida. | Cool Mint                      |
| Colgate Max Fresh Líquida | Pasta de dientes líquida. | Clean Mint                     |
| Colgate Max Fresh Líquida | Pasta de dientes líquida. | Cinnamint                      |
| Colgate Ultra Whitening   | Pasta de dientes para remover las manchas de los dientes y aumentar su blancura.                                                                                      | Ultra Whitening                |
| Colgate Sensitive         | Pasta de dientes con protección contra la caries para aliviar la sensibilidad.                                                                                        | Fresh Stripe                   |
| Colgate Sensitive         | Pasta de dientes con protección contra la caries para aliviar la sensibilidad.                                                                                        | Blanqueadora                   |
| Colgate Sensitive         | Pasta de dientes con protección contra la caries para aliviar la sensibilidad.                                                                                        | Multiprotección                |
| Colgate Sensitive         | Pasta de dientes con protección contra la caries para aliviar la sensibilidad.                                                                                        | Protege Esmalte                |
| Colgate 2 in 1            | Pasta de dientes líquida dual. | Icy Blast                      |
| Colgate 2 in 1            | Pasta de dientes líquida dual. | Blanqueadora                   |
| Colgate Max White         | Pasta de dientes con láminas de blanqueadores. | Kiss me mint                   |
| Colgate Max White         | Pasta de dientes con láminas de blanqueadores. | Crystal mint                   |
| Colgate Niños             | Pasta de dientes para el cuidado oral infantil. | Barbie                         |
| Colgate Niños             | Pasta de dientes para el cuidado oral infantil. | Bob esponja                    |
| Colgate Niños             | Pasta de dientes para el cuidado oral infantil. | Shrek                          |
| Colgate Niños             | Pasta de dientes para el cuidado oral infantil. | Mi primer Colgate Barney       |
| Colgate Luminous White    | Crema dental Blanqueadora | Luminous White Brilliant       |